# Bathurst (établissements)
Pour les articles homonymes, voir Bathurst.

Bathurst, ce nom a été donné à plusieurs établissements anglais du XIXe siècle en l'honneur de la noble famille des Bathurst. La principale était une ville située dans l'île Sainte-Marie, à l'embouchure de la Gambie, chef lieu des établissements anglais de la Gambie, fondé en 1816.

## Source
Cet article comprend des extraits du Dictionnaire Bouillet. Il est possible de supprimer cette indication, si le texte reflète le savoir actuel sur ce thème, si les sources sont citées, s'il satisfait aux exigences linguistiques actuelles et s'il ne contient pas de propos qui vont à l'encontre des règles de neutralité de Wikipédia.